# Cape Metro
Cape Metro est le nom administratif désignant la zone rurale située au nord de la ville du Cap et géré directement par la métropole du Cap. 

## Localisation
Traversée par la route nationale 7, Cape Metro désigne l'ensemble des zones rurales de la métropole du Cap, entourant les communes et localités situées au nord de Milnerton, Blouberg, Durbanville, Bellville et Kraaifontein ainsi qu'à l'est de Melkbosstrand. Cet ensemble de zones rurales sont notamment situées  autour des communes et localités de Pella, Klipheuwel, Fisantekraal, Philadelphia, Atlantis et Mamre. On y trouve de nombreuses fermes mais aussi la réserve naturelle privée de Koeberg ainsi que la réserve naturelle de Blaauwberg donnant sur la côte atlantique. 

## Démographie
Selon le recensement de 2011, la zone rurale de Cape Metro comprend 11 916 résidents, majoritairement issus de la communauté coloured (46,76 %). Les blancs représentent 26,90 % des résidents tandis que les noirs, population majoritaire en Afrique du Sud, représentent 24,15 % des habitants.
La langue maternelle dominante au sein de la population est l'afrikaans (57,06 %) suivi de l'anglais sud-africain (23,11 %).

## Circonscriptions électorales
Cette zone rurale de Cape Metro se situe principalement dans le 1er arrondissement (sub council 1) du Cap mais également dans le 5e arrondissement et se partage entre plusieurs circonscriptions électorales notamment :
- la circonscription no 29 (Malmesbury Farms - Mamre - Saxonsea - Sherwood - Wesfleur - Pella - Cape Farms District B - Avondale au sud de la N1, à l'est de Avon Road et Tierberg Crescent, au nord de la voie ferrée de Monte Vista et à l'ouest de Toner North Street) dont le conseiller municipal est Cynthia Clayton (DA)[2].
- la circonscription no 105 incluant Petrosa Tank Farm - Richmond Park - Richwood - Paarl Farms - Philadelphia - Mikpunt - Malmesbury Farms - Ruitershoogte - Vierlanden - Proteaville - Schoongezicht - Wellway Park - The Crest - Welgevonden - Joostenbergvlakte Smallholdings - Annandale Farm - Atlas Gardens Business Park - De Grendel Farm - Fisantekraal - Durmonte - Fisantekraal Industrial - Cape Farms District C - Klipheuwel Housing Scheme - Graanendal - Brentwood Park (Durbanville) - Durbanville au nord de Plein Street, à l'ouest de Wellington Road et de la friche de Wellway, à l'est de  Koeberg Road- Burgundy Estate - Baronetcy Estate - D'urbanvale. Le conseiller municipal de cette circonscription est Justin Basson (DA)[3].